# Boks na Igrzyskach Panamerykańskich 1955
Turniej bokserski II Igrzysk Panamerykańskich odbył się w dniach 12–26 marca 1955 w mieście Meksyk. Rozegrany został po raz pierwszy w dziesięciu kategoriach wagowych.

## Medaliści
| Kategoria                      | Złoty                             | Srebrny                            | Brązowy                          |
| waga musza (51 kg)             | Hilario Correa · Meksyk           | Manuel Lugo Vega · Chile           | Ramón Arias · Wenezuela          |
| waga kogucia (54 kg)           | Salvador Enriquez · Wenezuela     | Wardy Yee · Stany Zjednoczone      | Roberto Lobos · Chile            |
| waga piórkowa (57 kg)          | Oswaldo Cañete · Argentyna        | Claudio Barrientos · Chile         | Marcial Galicia · Meksyk         |
| waga lekka (60 kg)             | Miguel Angel Péndola · Argentyna  | Gerardo Clemente · Portoryko       | Ricardo Orta · Wenezuela         |
| waga lekkopółśrednia (63,5 kg) | Juan Carlos Rivero · Argentyna    | William Morton · Stany Zjednoczone | Celestino Pinto · Brazylia       |
| waga półśrednia (67 kg)        | James Dorando · Stany Zjednoczone | Antonio Nigri · Argentyna          |                                  |
| waga lekkośrednia (71 kg)      | Paul Wright · Stany Zjednoczone   | Raúl Tovar · Wenezuela             | Alberto Manuel Sáenz · Argentyna |
| waga średnia (75 kg)           | Orville Pitts · Stany Zjednoczone | Miguel Safatle · Chile             | Arnaldo Serra · Argentyna        |
| waga półciężka (81 kg)         | Luis Ignacio · Brazylia           | Antonio Escalante · Argentyna      | John Stewart · Stany Zjednoczone |
| waga ciężka (>81 kg)           | Pablo Alexis Miteff · Argentyna   | Adão Waldemar · Brazylia           | Norvel Lee · Stany Zjednoczone · |

## Klasyfikacja medalowa
| Poz.    | Państwo           |    |    |   | Razem |
| ------- | ----------------- | -- | -- | - | ----- |
| 1       | Argentyna         | 4  | 2  | 2 | 8     |
| 2       | Stany Zjednoczone | 3  | 2  | 2 | 7     |
| 3       | Wenezuela         | 1  | 1  | 2 | 4     |
| 4       | Brazylia          | 1  | 1  | 1 | 3     |
| 5       | Meksyk            | 1  | 0  | 1 | 2     |
| 6       | Chile             | 0  | 3  | 1 | 4     |
| 7       | Portoryko         | 0  | 1  | 0 | 1     |
| Łącznie | Łącznie           | 10 | 10 | 9 | 29    |